# کلمات کلیدی
کلمات کلیدی یا کلیدواژه‌ها (Keywords) مفاهیم یا عباراتی هستند که اساس یک موضوع خاص را تشکیل می‌دهند و در زمینه‌های مختلفی مانند بازاریابی دیجیتال، تحقیق علمی، برنامه‌نویسی کامپیوتر و جستجوی اطلاعات کاربرد دارند.  

## جستجوی اطلاعاتی
در هنگام جستجو در اینترنت، کلمات کلیدی عباراتی هستند که کاربران در موتورهای جستجو مانند Google وارد می‌کنند تا اطلاعات مرتبط با یک موضوع خاص را پیدا کنند. موتورهای جستجو این کلمات را مورد تجزیه و تحلیل قرار داده و صفحات وبی که این کلمات را در محتوا، عنوان، توضیحات و کلمات کلیدی داخلی دارند را نمایش می‌دهند.

## بازاریابی دیجیتال و سئو (SEO)
در زمینه بازاریابی دیجیتال، کلمات کلیدی به عباراتی گفته می‌شوند که برای بهینه‌سازی وب‌سایت‌ها برای موتورهای جستجو (SEO) استفاده می‌شوند. انتخاب کلمات کلیدی مناسب و استفاده از آن‌ها در محتوای وب‌سایت می‌تواند به افزایش رتبه‌بندی وب‌سایت در نتایج جستجو کمک کند.
ابزارهای مختلفی برای پیدا کردن کلمات کلیدی وجود دارد. که با سرچ کلمه مجله سئو در گوگل به تمامی این اطلاعات دسترسی خواهید داشت.

## تحقیق علمی
در مقالات و مستندات علمی، کلمات کلیدی کلماتی هستند که چکیده و محتوای یک مقاله را خلاصه می‌کنند و به خوانندگان کمک می‌کنند تا سریعاً موضوع و حوزه تحقیق را تشخیص دهند. محققان اغلب از کلمات کلیدی برای جستجوی مقالات مرتبط در پایگاه‌های داده و کتابخانه‌های دیجیتال استفاده می‌کنند.

## برنامه نویسی
در حوزه برنامه‌نویسی، کلمات کلیدی واژه‌هایی هستند که برای زبان برنامه‌نویسی معنای خاصی دارند و نمی‌توانند به عنوان نام متغیرها یا توابع توسط برنامه‌نویسان استفاده شوند. مثلاً در زبان برنامه‌نویسی جاوا، کلماتی مانند "class"، "public"، و "if" کلمات کلیدی هستند که برای ساختار و کنترل جریان برنامه استفاده می‌شوند.
در هر یک از این موارد، کلمات کلیدی نقش مهمی در دسترسی، سازماندهی، و ارتباط اطلاعات دارند. انتخاب دقیق و استراتژیک کلمات کلیدی می‌تواند تأثیر قابل توجهی در موفقیت یک کمپین بازاریابی، کشف مقاله علمی، یا عملکرد یک برنامه کامپیوتری داشته باشد.